# Agrostis thunbergii
Agrostis thunbergii é uma espécie de gramínea do gênero Agrostis, pertencente à família Poaceae.